# Prakttragopan
Prakttragopan (Tragopan temminckii) är en bergslevande asiatisk fågel i familjen fasanfåglar inom ordningen hönsfåglar.

## Kännetecken

### Utseende
Prakttragopan är en rödfärgad tragopan, lik satyrtragopanen med blå bar hud i ansiktet och rödfärgad undersida hos hanen. Prakttragopanen är dock även röd på ryggen, den bara ansiktshuden mer utbredd och undersidan är fläckad med grå prickar, inte svartinramade vita. Den gråbruna honan är tydligt vitfläckad under. Kroppsstorleken är 64 cm hos hanen, 58 cm hos honan.

### Läten
Hanens spelläte består av en serie med sex till nio klagande, nästan kusliga toner som gradvis ökar i längd och volym och avslutas med ett märkligt, nasalt ljud.

## Utbredning och systematik
Den förekommer i bergstrakter från nordöstra Indien till centrala Kina, norra Myanmar och nordvästra Tonkin. Den behandlas som monotypisk, det vill säga att den inte delas in i några underarter. En genetisk studie visar att den är närmast släkt med fujiantragopanen (Tragopan caboti).

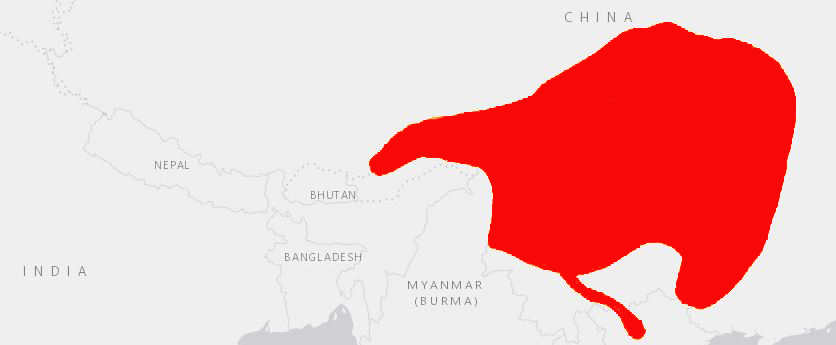
Prakttragopanens utbredningsområde.

## Levnadssätt
Prakttragopanen hittas i bergsbelägen tät städsegrön skog som domineras av rönn och olvon. Den lever av vegetabilier som blommor, blad, gräs, ormbunkar, bambuskott, mossa, bär och frön. Fågeln lägger tre till fem fint brunprickiga beigefärgade ägg, med inledning i början av maj. Den antas vara monogam, men en kinesisk studie visar på att hälften av hanarna kan vara polygama.

## Status och hot
Arten har ett stort utbredningsområde, men tros minska i antal, dock inte tillräckligt kraftigt för att den ska betraktas som hotad. Internationella naturvårdsunionen IUCN listar arten som livskraftig (LC). Världspopulationen uppskattas till mellan 67 000 och 340 000 adulta individer.

## Namn
Fågelns vetenskapliga artnamn hedrar den holländske zoologen och aristokraten Coenraad Jacob Temminck (1778-1858). Tidigare kallades den temmincktragopan även på svenska, men tilldelades 2023 ett mer informativt namn av BirdLife Sveriges taxonomikommitté. Tragopan är en romersk mytisk fågeln med horn och blått huvud som nämns av Plinius och Pomponius.